# Tour de Flandes 2021
La 105.ª edición de la clásica ciclista Tour de Flandes (nombre oficial en neerlandés y francés: Ronde van Vlaanderen / Tour des Flandres) fue una carrera en Bélgica que se celebró el 4 de abril de 2021 con inicio en la ciudad de Amberes y final en la ciudad de Oudenaarde sobre un recorrido de 254,3 kilómetros.
La carrera formó parte del UCI WorldTour 2021, calendario ciclístico de máximo nivel mundial, siendo la duodécima carrera de dicho circuito y fue ganada por el danés Kasper Asgreen del Deceuninck-Quick Step. Completaron el podio, como segundo y tercer clasificado respectivamente, el neerlandés Mathieu van der Poel del Alpecin-Fenix y el belga Greg Van Avermaet del AG2R Citroën.

## Recorrido
El Tour de Flandes dispuso de un recorrido total de 254,3 kilómetros por toda la región de Flandes con 19 muros, algunos de ellos con zonas adoquinadas donde se destaca el muro del Oude Kwaremont, Paterberg, Koppenberg, y 7 tramos llanos de pavé, con salida en la ciudad de Amberes y llegada en la ciudad de Oudenaarde, sin embargo, manteniendo su mismo recorrido, esta carrera forma parte del calendario de clásicas de adoquines.
| Muros  |                   |       |         |              |                     |                      |
| Número | Nombre            | km    | Tipo    | Longitud (m) | Pendiente media (%) | Pendiente máxima (%) |
| ------ | ----------------- | ----- | ------- | ------------ | ------------------- | -------------------- |
| 1      | Katteberg         | 102,2 | pavé    | 600          | 6%                  | 8%                   |
| 2      | Oude Kwaremont    | 121,2 | pavé    | 2200         | 4%                  | 11,6%                |
| 3      | Kortekeer         | 131,7 | asfalto | 1260         | 6,4%                | 17,1%                |
| 4      | Eikenberg         | 139,4 | asfalto | 1200         | 5,2%                | 10%                  |
| 5      | Wolvenberg        | 142,5 | asfalto | 645          | 7,9%                | 17,3%                |
| 6      | Molenberg         | 152,4 | asfalto | 463          | 7%                  | 12%                  |
| 7      | Marlboroughstraat | 156,4 | asfalto | 2040         | 3%                  | 7%                   |
| 8      | Berendries        | 160,4 | asfalto | 940          | 7%                  | 12,3%                |
| 9      | Valkenberg        | 165,8 | asfalto | 550          | 8,2%                | 13%                  |
| 10     | Berg Ten Houte    | 178,2 | pavé    | 1100         | 6%                  | 21%                  |
| 11     | Kanarieberg       | 183,7 | asfalto | 1000         | 7,7%                | 14%                  |
| 12     | Oude Kwaremont    | 199,7 | pavé    | 2200         | 4%                  | 11,6%                |
| 13     | Paterberg         | 203,1 | pavé    | 360          | 12,9%               | 20,3%                |
| 14     | Koppenberg        | 209,7 | pavé    | 600          | 11,6%               | 22%                  |
| 15     | Steenbeekdries    | 215,1 | pavé    | 700          | 5,3%                | 6,7%                 |
| 16     | Taaienberg        | 217,6 | pavé    | 530          | 6,6%                | 15,8%                |
| 17     | Kruisberg-Hotond  | 227,8 | pavé    | 2500         | 5%                  | 9%                   |
| 18     | Oude Kwaremont    | 237,6 | pavé    | 2200         | 4%                  | 11,6%                |
| 19     | Paterberg         | 241,1 | pavé    | 360          | 12,9%               | 20,3%                |

| Tramos de pavé |                    |       |              |
| Número         | Nombre             | km    | Longitud (m) |
| -------------- | ------------------ | ----- | ------------ |
| 1              | Lippenhovestraat   | 85,8  | 1300         |
| 2              | Paddestraat        | 87,2  | 1500         |
| 3              | Holleweg           | 103   | 1500         |
| 4              | Holleweg           | 142,6 | 1500         |
| 5              | Karel Martelstraat | 143,8 | 2400         |
| 6              | Jagerij            | 146,2 | 800          |
| 7              | Mariaborrestraat   | 213,8 | 2400         |

## Equipos participantes
Tomaron parte en la carrera 25 equipos: los 19 de categoría UCI WorldTeam y 6 de categoría UCI ProTeam. Formaron así un pelotón de 174 ciclistas de los que acabaron 113. Los equipos participantes fueron:
| WorldTeams (19)- AG2R Citroën Team - Astana-Premier Tech - Bahrain Victorious - Bora-Hansgrohe - Cofidis - Deceuninck-Quick Step - EF Education-Nippo - Groupama-FDJ - Ineos Grenadiers - Intermarché-Wanty-Gobert Matériaux - Israel Start-Up Nation - Jumbo-Visma - Lotto Soudal - Movistar Team - Qhubeka Assos - Team BikeExchange - Team DSM - Trek-Segafredo - UAE Team Emirates ProTeams (6)- Alpecin-Fenix - Total Direct Énergie - Bingoal Pauwels Sauces WB - Arkéa-Samsic - Sport Vlaanderen-Baloise - B&B Hotels p/b KTM |
| |

## Clasificación final
La clasificación finalizó de la siguiente forma:
| \| Clasificación general \| Clasificación general \| Clasificación general \| Clasificación general \| Clasificación general \| \| Ciclista \| Ciclista \| Equipo \| Tiempo \| \| \| --------------------- \| --------------------- \| ---------------------------------- \| --------------------- \| --------------------- \| \| 1.º \| Kasper Asgreen \| Deceuninck-Quick Step \| 6 h 02 min 12 s \| \| \| 2.º \| Mathieu van der Poel \| Alpecin-Fenix \| + 0 s \| \| \| 3.º \| Greg Van Avermaet \| AG2R Citroën Team \| + 32 s \| \| \| 4.º \| Jasper Stuyven \| Trek-Segafredo \| + 33 s \| \| \| 5.º \| Sep Vanmarcke \| Israel Start-Up Nation \| + 47 s \| \| \| 6.º \| Wout van Aert \| Jumbo-Visma \| + 47 s \| \| \| 7.º \| Gianni Vermeersch \| Alpecin-Fenix \| + 47 s \| \| \| 8.º \| Anthony Turgis \| Total Direct Énergie \| + 47 s \| \| \| 9.º \| Florian Sénéchal \| Deceuninck-Quick Step \| + 47 s \| \| \| 10.º \| Dylan van Baarle \| Ineos Grenadiers \| + 47 s \| \| \| 11.º \| Christophe Laporte \| Cofidis \| + 47 s \| \| \| 12.º \| Tiesj Benoot \| Team DSM \| + 49 s \| \| \| 13.º \| Dimitri Claeys \| Qhubeka Assos \| + 2 min 15 s \| \| \| 14.º \| Marcus Burghardt \| Bora-Hansgrohe \| + 2 min 15 s \| \| \| 15.º \| Peter Sagan \| Bora-Hansgrohe \| + 2 min 15 s \| \| \| 16.º \| Danny van Poppel \| Intermarché-Wanty-Gobert Matériaux \| + 2 min 15 s \| \| \| 17.º \| Yves Lampaert \| Deceuninck-Quick Step \| + 2 min 15 s \| \| \| 18.º \| Alexander Kristoff \| UAE Team Emirates \| + 2 min 15 s \| \| \| 19.º \| Tom Van Asbroeck \| Israel Start-Up Nation \| + 2 min 15 s \| \| \| 20.º \| Heinrich Haussler \| Bahrain Victorious \| + 2 min 15 s \| \| |                      |                                    |                 |
| |                      |                                    |                 |
| Fuente: ProCyclingStats |                      |                                    |                 |
| Clasificación general |                      |                                    |                 |
| Ciclista | Ciclista             | Equipo                             | Tiempo          |
| 1.º | Kasper Asgreen       | Deceuninck-Quick Step              | 6 h 02 min 12 s |
| 2.º | Mathieu van der Poel | Alpecin-Fenix                      | + 0 s           |
| 3.º | Greg Van Avermaet    | AG2R Citroën Team                  | + 32 s          |
| 4.º | Jasper Stuyven       | Trek-Segafredo                     | + 33 s          |
| 5.º | Sep Vanmarcke        | Israel Start-Up Nation             | + 47 s          |
| 6.º | Wout van Aert        | Jumbo-Visma                        | + 47 s          |
| 7.º | Gianni Vermeersch    | Alpecin-Fenix                      | + 47 s          |
| 8.º | Anthony Turgis       | Total Direct Énergie               | + 47 s          |
| 9.º | Florian Sénéchal     | Deceuninck-Quick Step              | + 47 s          |
| 10.º | Dylan van Baarle     | Ineos Grenadiers                   | + 47 s          |
| 11.º | Christophe Laporte   | Cofidis                            | + 47 s          |
| 12.º | Tiesj Benoot         | Team DSM                           | + 49 s          |
| 13.º | Dimitri Claeys       | Qhubeka Assos                      | + 2 min 15 s    |
| 14.º | Marcus Burghardt     | Bora-Hansgrohe                     | + 2 min 15 s    |
| 15.º | Peter Sagan          | Bora-Hansgrohe                     | + 2 min 15 s    |
| 16.º | Danny van Poppel     | Intermarché-Wanty-Gobert Matériaux | + 2 min 15 s    |
| 17.º | Yves Lampaert        | Deceuninck-Quick Step              | + 2 min 15 s    |
| 18.º | Alexander Kristoff   | UAE Team Emirates                  | + 2 min 15 s    |
| 19.º | Tom Van Asbroeck     | Israel Start-Up Nation             | + 2 min 15 s    |
| 20.º | Heinrich Haussler    | Bahrain Victorious                 | + 2 min 15 s    |

## Ciclistas participantes y posiciones finales
Convenciones:
- AB-N: Abandono en la etapa "N"
- FLT-N: Retiro por llegada fuera del límite de tiempo en la etapa "N"
- NTS-N: No tomó la salida para la etapa "N"
- DES-N: Descalificado o expulsado en la etapa "N"

## UCI World Ranking
El Tour de Flandes otorgó puntos para el UCI World Ranking para corredores de los equipos en las categorías UCI WorldTeam, UCI ProTeam y Continental. Las siguientes tablas muestran el baremo de puntuación y los 10 corredores que obtuvieron más puntos:
| Posición   | 1.º | 2.º | 3.º | 4.º | 5.º | 6.º | 7.º | 8.º | 9.º | 10.º | 11.º | 12.º | 13.º | 14.º | 15.º | 16.º-20.º | 21.º-30.º | 31.º-50.º | 51.º-55.º | 56.º-60.º |
| Puntuación | 500 | 400 | 325 | 275 | 225 | 175 | 150 | 125 | 100 | 85   | 70   | 60   | 50   | 40   | 35   | 30        | 20        | 10        | 5         | 3         |

| Clasificación |                      |                        |        |
| Posición      | Ciclista             | Equipo                 | Puntos |
| ------------- | -------------------- | ---------------------- | ------ |
| 1.º           | Kasper Asgreen       | Deceuninck-Quick Step  | 500    |
| 2.º           | Mathieu van der Poel | Alpecin-Fenix          | 400    |
| 3.º           | Greg Van Avermaet    | AG2R Citroën           | 325    |
| 4.º           | Jasper Stuyven       | Trek-Segafredo         | 275    |
| 5.º           | Sep Vanmarcke        | Israel Start-Up Nation | 225    |
| 6.º           | Wout van Aert        | Jumbo-Visma            | 175    |
| 7.º           | Gianni Vermeersch    | Alpecin-Fenix          | 150    |
| 8.º           | Anthony Turgis       | Total Direct Énergie   | 125    |
| 9.º           | Florian Sénéchal     | Deceuninck-Quick Step  | 100    |
| 10.º          | Dylan van Baarle     | INEOS Grenadiers       | 85     |